# Schoenocaulon tenuifolium
Schoenocaulon tenuifolium är en nysrotsväxtart som först beskrevs av Martin Martens och Henri Guillaume Galeotti, och fick sitt nu gällande namn av Benjamin Lincoln Robinson och Jesse More Greenman. Schoenocaulon tenuifolium ingår i släktet Schoenocaulon och familjen nysrotsväxter. Inga underarter finns listade.